# Solanum luculentum
Solanum luculentum är en potatisväxtart som beskrevs av Sandra Diane Knapp. Solanum luculentum ingår i släktet skattor som ingår i familjen potatisväxter. Inga underarter finns listade i Catalogue of Life.